# Aline Rodrigues
Aline da Silva Rodrigues (Rio de Janeiro, 7 de abril de 1995) é uma nadadora brasileira, ganhadora da medalha de bronze no revezamento 4x200 metros livre nos Jogos Pan-Americanos de Lima em 2019, no Peru. Ex-atleta do Tijuca Tênis Clube, Botafogo e Pinheiros, hoje representa o Minas Tênis Clube, de Belo Horizonte.

## Início
Aline nasceu no Rio de Janeiro e começou a nadar profissionalmente pelo Tijuca Tênis Clube. Logo foi chamada para o Botafogo até que, em 2015, trocou o clube carioca pelo tradicional Esporte Clube Pinheiros (São Paulo), potência do esporte olímpico brasileiro. Permaneceu no clube por quatro anos, até se mudar para Belo Horizonte para representar outra tradicional agremiação esportiva nacional: o Minas Tênis Clube.

## Primeiras conquistas
Em setembro de 2014, com apenas 19 anos, Aline participou do Troféu José Finkel disputado em Guaratinguetá e ajudou a quebrar o recorde sul-americano no 4x200 metros livre ao lado de Larissa Oliveira, Gabrielle Roncatto e Daniele de Jesus, com o tempo de 7:58.54.
Em setembro de 2016, no 45o Troféu José Finkel (disputado em Santos), Aline repetiu o feito e ajudou a quebrar novamente o recorde sul-americano no 4x200 metros livre com o tempo de 7:52.71 com o quarteto formado por Joanna Maranhão, Manuella Lyrio e Larissa Oliveira.
Já em 2018, no Campeonato Sul-Americano disputado em Trujillo (Peru), foi medalha de prata no 4x200 metros livre.

## 2019: consolidação no cenário nacional e medalha no Pan-Americano
Poucos meses após trocar de clube, seu desempenho esportivo cresceu consideravelmente. Aline foi medalha de ouro no Campeonato Mineiro nos 200, 400 e 800 metros e estabeleceu o recorde estadual nas três modalidades. Também garantiu o ouro no Troféu José Finkel nos 100, 200 e 400 metros livre e o prêmio eficiência da competição (155 pontos no feminino), além do recorde brasileiro no revezamento 4x200 livre.
Os resultados garantiram sua convocação para a equipe brasileira e a ida a competições no exterior, como o Troféu Internacional de Natação de Barcelona. Lá seguiu baixando suas melhores marcas pessoais, além de ter sido a única brasileira a chegar a uma final no campeonato (5o lugar em uma prova olímpica).
O ponto alto do ano, no entanto, foi a ida para o Pan-Americano de Lima, no Peru. Fechando o revezamento 4x200 livre no time formado também por Larissa Oliveira, Manuella Lyrio e Gabrielle Roncatto, garantiu a medalha de bronze para o Brasil. Foi ainda 5o lugar nos 400 metros nado livre.

## Jogos Olímpicos de 2020
Ela competiu nos Jogos Olímpicos de Verão de 2020, onde terminou em 10º lugar no revezamento 4 x 200 me livre, junto com Larissa Oliveira, Nathalia Almeida e Gabrielle Roncatto.

## 2021-2024
Ela esteve no Campeonato Mundial de Esportes Aquáticos de 2022, realizado em Budapeste, Hungria. No revezamento 4x200m livre brasileiro, formado por Maria Paula Heitmann, Giovanna Diamante, Rodrigues e Stephanie Balduccini, ela terminou em 6º lugar com o tempo de 7m58s38. Esta foi a melhor colocação do Brasil nesta prova no Mundial em todos os tempos. 